# 極東軍管区
極東軍管区（きょくとうぐんかんく、ロシア語: Дальневосточный военный округ、略称ДВО）は、ソビエト連邦軍、ロシア連邦軍に存在したロシア極東地域における軍管区、統合部隊。現在、同地域は東部軍管区の一部となっている。軍管区本部は、ハバロフスクに位置していた。冷戦時代は、対日戦、対中国戦を想定していた。
保管基地を含む軍管区内には、戦車×3,900両、装甲車両×6,000両、火砲×3,000門、ヘリ×85機が装備されている。

## 歴史

### 戦前
極東軍管区の歴史の起点は、ウスリースク戦線の赤軍大隊がカウリスキエ高地、シュマコフカ及びスパスク地区において白衛軍を撃破した1918年7月31日と考えられている。しかし、白衛軍は主導権を奪回し、1918年8月、ザバイカル地区で攻勢を開始した。年末までに、ザバイカルと極東のソビエト権力が打倒された。1918年9月から1920年3月まで、日米干渉軍に対してゲリラ戦が展開された。
1920年2月、ロシア共産党（ボリシェヴィキ党）中央委員会とロシア・ソビエト連邦社会主義共和国人民委員会議の決定により、ザバイカル州、アムール州、沿海州、サハリン州、カムチャツカ州と東清鉄道の収用地から成る極東共和国が緩衝国として建国された。同時に、赤軍に準じた人民革命軍（народно-революционная армия；略称НРА）が組織された。
1922年秋、人民革命軍は、白衛軍のコサック部隊を掃討し、日本のシベリア出兵に対してゲリラ戦を展開し続けた。1922年11月16日、全露中央執行委員会幹部会は、極東をソビエト・ロシアの一部であると宣言した。人民革命軍は、第5軍（本部：チタ）に改称されたが、1924年6月、第5軍は解散され、所属部隊はシベリア軍管区に編入された。
東清鉄道を巡る中ソ紛争に関連して、1929年、極東の部隊は、シベリア軍管区の編成から外され、独立部隊となった。1929年8月6日、ソ連革命軍事会議令により、特別極東軍（Особая Дальневосточная армия；略称ОДВА）が創設された。1930年1月1日、ソ連中央執行委員会決定により、特別極東軍に赤旗勲章が授与され、事後、特別赤旗極東軍（Особая Краснознаменная Дальневосточная армия；ОКДВА）と称されるようになった。1935年5月17日、特別赤旗極東軍に基づき極東軍管区が創設されたが、同年6月2日には再び特別赤旗極東軍に改編された。
1938年7月1日、日本との軍事的緊張の増大と関連して、特別赤旗極東軍は極東戦線（Дальневосточный фронт）に改編された。日本軍との間に同月末から張鼓峰事件が発生し、その後の9月4日極東戦線は解散した。所属部隊は国防人民委員部直属とされた。
1939年にはノモンハン事件が発生した。1940年7月1日、極東戦線が再編成された。

### 第二次世界大戦
第二次世界大戦時、極東戦線は、部隊編制・兵員訓練のための後背地として機能し、極東から送られた部隊は、モスクワの防衛等において活躍した。「モスクワの戦い」も参照。
1945年春のドイツ降伏後、第1極東戦線と第2極東戦線が編成され、同年8月8日のソ連対日宣戦布告と共に、満洲、南樺太、千島列島へ侵攻した（ソ連対日参戦を参照）。

### 戦後
終戦後、再編成が行われ、極東戦線の代わりに、ザバイカル・アムール軍管区（本部：ハバロフスク）、沿海軍管区（ウスリースク）、極東軍管区（ユジノサハリンスク）の3個軍管区が編成された。
1947年5月、ザバイカル・アムール軍管区局に基づき、極東総司令官局（управление главнокомандующего войсками Дальнего Востока；ハバロフスク）が編成された。総司令官局には、極東、沿海及びザバイカル軍管区、並びに第5艦隊、第7艦隊とアムール小艦隊、極東防空管区などが従属した。
1953年4月23日、極東総司令官局に基づき極東軍管区の再編が行われ、旧極東・旧沿海軍管区は軍級部隊となり、ザバイカル軍管区が独立した。
1967年6月17日、ソ連最高会議幹部会は、旧特別赤旗極東軍の赤旗勲章を極東軍管区に継承することを決定し、同年8月10日、管区軍旗に勲章が授与された。
1995年からチェチェン共和国に部隊を派遣。
2010年、シベリア軍管区東部を合併する形で東部軍管区として再編された。

## 編制
極東軍管区は、2個軍と直轄部隊から成り、空軍の1個航空軍、鉄道軍の1個鉄道軍団が配属されている。現在、カムチャツカ地域は、北東軍集団として、ロシア海軍太平洋艦隊の作戦統制下に入っている。

### 諸兵科連合軍
- 第5軍（ウスリースク）
  - 第57独立親衛自動車化狙撃旅団：旧第81親衛自動車化狙撃師団。ビキン
  - 第59独立自動車化狙撃旅団：旧第127機関銃・砲兵師団：セルゲーエフカ
  - 第60独立自動車化狙撃旅団：旧第127機関銃・砲兵師団第218機関銃・砲兵連隊。リポフツィ
  - 第70独立自動車化狙撃旅団：旧第129機関銃・砲兵師団第231機関銃・砲兵連隊。バラバシ
  - 第237保管基地：戦時に第89独立自動車化狙撃旅団に展開。ビキン
  - 第245保管基地：戦時に第93独立自動車化狙撃旅団に展開。レソザヴォーツク
  - 第247保管基地：戦時に第93独立自動車化狙撃旅団に展開。シビルツェヴォ
  - 第20親衛ロケット旅団：スパスク・ダーリニー。トーチカ-U装備
  - 第305砲兵旅団：ポクロフカ。2A36装備。
  - 第719ロケット連隊：ポクロフカ。ウラガン装備
  - 第8高射ミサイル旅団：ラズドリノエ
  - 第958対戦車砲連隊：ポクロフカ。シュトゥルム-S装備
  - 砲兵偵察大隊：ポクロフカ
  - 第5506保管基地：旧第199自動車化狙撃師団。クラースヌイ・クート
  - 第5510保管基地：旧第77戦車師団。リャリチ
  - 第316工兵旅団：
  - 第58工兵連隊：ラズドリノエ
  - 第650架橋工兵連隊：ダリニェレチェンスク
  - 第86独立通信連隊：ウスリースク
  - 第94独立電波技術大隊：ウスリースク
  - 第317独立電波偵察連隊：セルゲーエフカ
  - 第612独立電波偵察大隊：ウスリースク
  - 第304独立電波電子戦連隊：ポクロフカ
  - 第44物資保障旅団：ウスリースク

- 第35軍（ベロゴルスク）
  - 第38独立親衛自動車化狙撃旅団：旧第21親衛自動車化狙撃師団第143自動車化狙撃連隊。エカテリノスラフカ
  - 第64独立自動車化狙撃旅団：旧第270自動車化狙撃師団第882自動車化狙撃連隊。ハバロフスク
  - 第69独立援護旅団：旧第128機関銃・砲兵師団。バブストヴォ
  - 第240保管基地：戦時に第90独立自動車化狙撃旅団に展開。ベロゴルスク
  - 第261保管基地：戦時に第95独立自動車化狙撃旅団に展開。モハヴァヤ・パヂ
  - 第243保管基地：戦時に第92独立自動車化狙撃旅団に展開。ハバロフスク
  - 第165砲兵旅団：ベロゴルスク。D-20装備
  - 第38ロケット連隊：ベロゴルスク。ウラガン装備
  - 第71（又は第109）高射ミサイル旅団：スレドネベーラヤ。ブーク装備
  - 第483対戦車砲連隊：ベロゴルスク。シュトゥルム-S装備
  - 砲兵偵察大隊：ベロゴルスク
  - 第1781保管基地：旧第27戦車師団。ザヴィチンスク
  - 第5509（又は第5508）保管基地：旧第266自動車化狙撃師団。ライチヒンスク
  - 第37工兵連隊：ベレゾフカ
  - 第161（又は第51）独立通信連隊：ベロゴルスク
  - 第1719独立通信大隊：ベロゴルスク
  - 第156独立電波技術連隊：ベロゴルスク
  - 第1889独立電波技術連隊：ベロゴルスク
  - 独立電波電子戦大隊：ベロゴルスク。連隊？
  - 第122放射線・化学・生物学防護大隊：ウスリースク
  - 物資保障旅団：アルハラ

### 軍管区直轄部隊
- 第18機関銃・砲兵師団：択捉島、国後島
- 第39独立自動車化狙撃旅団：旧第33自動車化狙撃師団：ホムトヴォ
- 第230保管基地：戦時に第88独立自動車化狙撃旅団に展開。ダーチノエ
- 第83独立空中襲撃旅団：ウスリースク。
- 第14独立特殊任務旅団：ウスリースク。スペツナズ
- 第107ロケット旅団：ビロビジャン。トーチカ装備
- 第203高射ミサイル旅団：ビロビジャン。S-300V装備
- 第109高射ミサイル旅団：スレドネベーラヤ。ブーク装備
- 第214砲兵旅団：ウスリースク。D-20装備
- 第338ロケット旅団：ノヴォシソエフカ。グラード×54基、ウラガン×27基装備
- ロケット旅団：ビキン。グラード×48基装備
- 第392独立訓練センター：ハバロフスク
- 第5505保管基地：旧第73自動車化狙撃師団。タヨージュヌイ
- 第5507保管基地：旧第265自動車化狙撃師団。エカテリノフカ
- 保管基地：旧第79自動車化狙撃師団。レオニドヴォ、ポロナイスク
- 工兵旅団：ハバロフスク
- 第3架橋工兵連隊：ハバロフスク
- 第104独立通信旅団：クニャゼ・ヴォルコンスキー
- 第105独立通信旅団：ベロゴルスク
- 第106独立通信旅団：ダリネレチェンスク
- 第8独立親衛通信連隊：ガロフカ
- 第158独立通信連隊：ハバロフスク。教育連隊
- 第104独立通信大隊：ハバロフスク
- 第553独立通信大隊：ユジノ・サハリンスク
- 第76独立電波技術旅団：コムソモリスク
- 第38独立電波技術連隊：ハバロフスク
- 第92独立電波偵察旅団：アルセニエフ
- 第16放射線・化学・生物学防護旅団：ガルキノ。大隊？

### 他軍種
- ロシア空軍
  - 第11航空軍：ハバロフスク
- ロシア鉄道軍
  - 第1鉄道軍団：ハバロフスク

## 準軍隊
戦時には、軍管区内に駐屯する他省庁の軍事組織も作戦統制下に置く。
- ロシア国内軍
  - 東部国内軍管区
- ロシア国境軍
  - 極東連邦管区地域国境局
- ロシア連邦保安庁
  - アルファ部隊ハバロフスク分遣隊

## 歴代司令官
| 職名   | 氏名                     | 階級     | 在任期間      | 出身校                             | 前職                   |
| ------ | ------------------------ | -------- | ------------- | ---------------------------------- | ---------------------- |
| 司令官 | ユーリー・ヤクボフ       | 上級大将 | 1999.8-2006.9 | ハリコフ親衛戦車学校               | 極東軍管区第一副司令官 |
| 司令官 | ウラジーミル・ブルガコフ | 大将     | 2006.9-       | タシケント高等軍事戦車指揮学校     | 地上軍副総司令官       |
| 司令官 | オレグ・サリュコフ       | 大将     | 2008.12.31-   | ウリヤノフスク親衛高等戦車指揮学校 | 極東軍管区参謀長       |